# Richie Kamuca

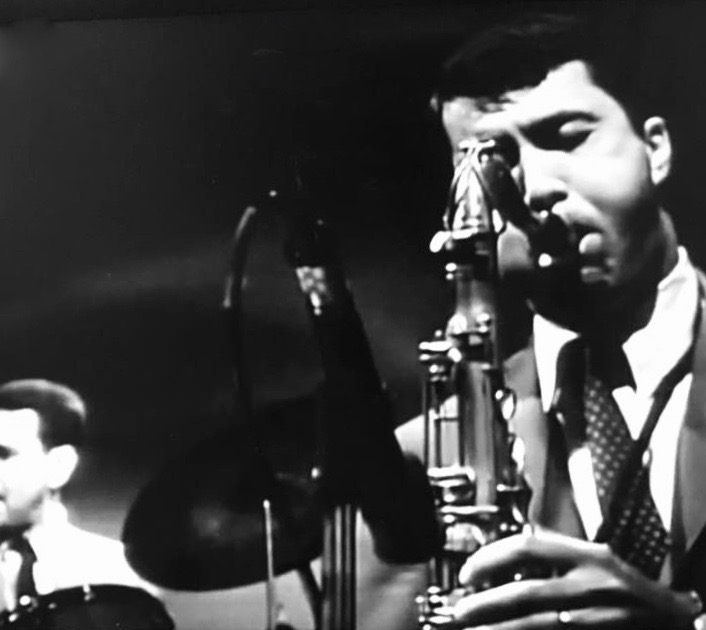
Richie Kamuca mit Shelly Manne and His Men, 1962

Richard „Richie“ Kamuca (* 23. Juli 1930 in Philadelphia, Pennsylvania; † 22. Juli 1977 in Los Angeles, Kalifornien) war ein US-amerikanischer Jazz-Tenorsaxophonist. 

## Leben und Wirken
Als Kamuca als Jugendlicher zum ersten Mal Lester Young hörte, wünschte er sich von seinen Eltern ein Saxophon. Er ging damals auf die Mastbaum High School in Philadelphia; und seine Mitschüler und Freunde waren Buddy DeFranco und Red Rodney. Richie spielte im Schulorchester und in einer lokalen Tanzband. 1946 fand seine erste Tournee statt, und zwar mit seinem Freund, dem erst siebzehnjährigen Clifford Brown. Mit einer Rhythmusgruppe spielten sie während der Sommerferien für zwei Wochen in Newark (New Jersey). Danach spielte Richie mit Musikern aus Philadelphia wie Ray Bryant, Red Garland, Specs Wright und Philly Joe Jones. 1949 spielte er für zwei Jahre in der Band von Stan Levey, in der auch Garland und Nelson Boyd Mitglieder waren.
In seinen frühen Jahren spielte Kamuca mit Bands Stan Kenton (1951–52, zu hören auf dessen Album New Concepts of Artistry in Rhythm) oder Woody Herman (1954–55) Chet Baker und 1957 bei Maynard Ferguson. In diesem Jahr entstand für das kleine Label Mode sein erstes Album unter eigenem Namen. Er war von 1957 bis 1958 Mitglied von Howard Rumseys Lighthouse All Stars.  In dem Melodram Rivalen von 1958 hatte Kamuca eine kleine Rolle als Mitglied einer Jazzband. Frank Sinatra, Tony Curtis und Natalie Wood waren in den Hauptrollen besetzt. 1959 spielte er mit Shorty Rogers und im selben Jahr mit Shelly Manne and his Men, der er bis 1962 angehörte. In Erinnerung bleiben werden vor allem die Konzertaufnahmen aus dem Jazzclub Black Hawk in San Francisco 1959. Außerdem nahm er Platten mit Manny Albam, Bill Perkins, Art Pepper, Johnny Richards, Jimmy Rowles und Cy Touff auf. Kamuca veröffentlichte auch Aufnahmen unter eigenem Namen. 1962 ging Kamuca nach New York; dort arbeitete er mit Gerry Mulligan, Gary McFarland und Roy Eldridge. Im Jahre 1972 kehrte er wieder an die Westküste zurück und spielte dort mit lokalen Bands.
Richie Kamucas Spiel wurde oft mit dem von Lester Young verglichen. Er wird zu den führenden Vertretern des West Coast Jazz gezählt, arbeitete aber auch lange an der Ostküste der USA.

## Diskographische Hinweise
Alben als Leader
- Richie Kamuca Quartet (Mode, VSOP, 1957) mit Carl Perkins, Leroy Vinnegar, Stan Levey
- Jazz Erotica (HiFi Jazz/Fresh Sound Records, 1959) mit Ed Leddy, Conte Candoli, Frank Rosolino, Monty Budwig, Stan Levey
- West Coast Jazz In Hi-Fi (HiFi Jazz/OJC, 1959)
- Charlie (Concord – 1977) mit Blue Mitchell, Jimmy Rowles, Ray Brown, Donald Bailey

Alben als Sideman
- Stan Kenton: New Concepts Of Artistry In Rhythm (Capitol Records, 1952)
- Chet Baker: The Best Of Chet Baker Plays (Pacific Jazz, 1953–56)
- Bill Perkins: Just Friends 1956 (CD Lonehill Jazz Spain 2006)
- Anita O’Day: Sings The Winners (Verve 1956–62)
- Shorty Rogers: Shorty Rogers Swings (RCA, 1958–59)
- Art Pepper: Modern Jazz Classics (OJC, 1959)
- Shelly Manne & His Men at The Black Hawk, Vol. 1 - 5 (Contemporary Records/OJC, 1959)
- Shelly Manne & His Men Live at The Manne Hole, Vol. 1 - 2 (Contemporary/OJC, 1961)
- Terry Gibbs: Main Stem, The Big Cat (Contemporary/OJC, 1961)
- Kenny Burrell: Guitar Forms (Verve, 1964–65)
- Lee Konitz: The Lee Konitz Duets (OJC, 1967)
- Thad Jones / Mel Lewis  (LRC, 1969–70)
- Ray Brown: Brown’s Bag (Concord Jazz, 1975)